# Dorothée de Brandebourg (1446-1519)
Pour les articles homonymes, voir Dorothée de Brandebourg.

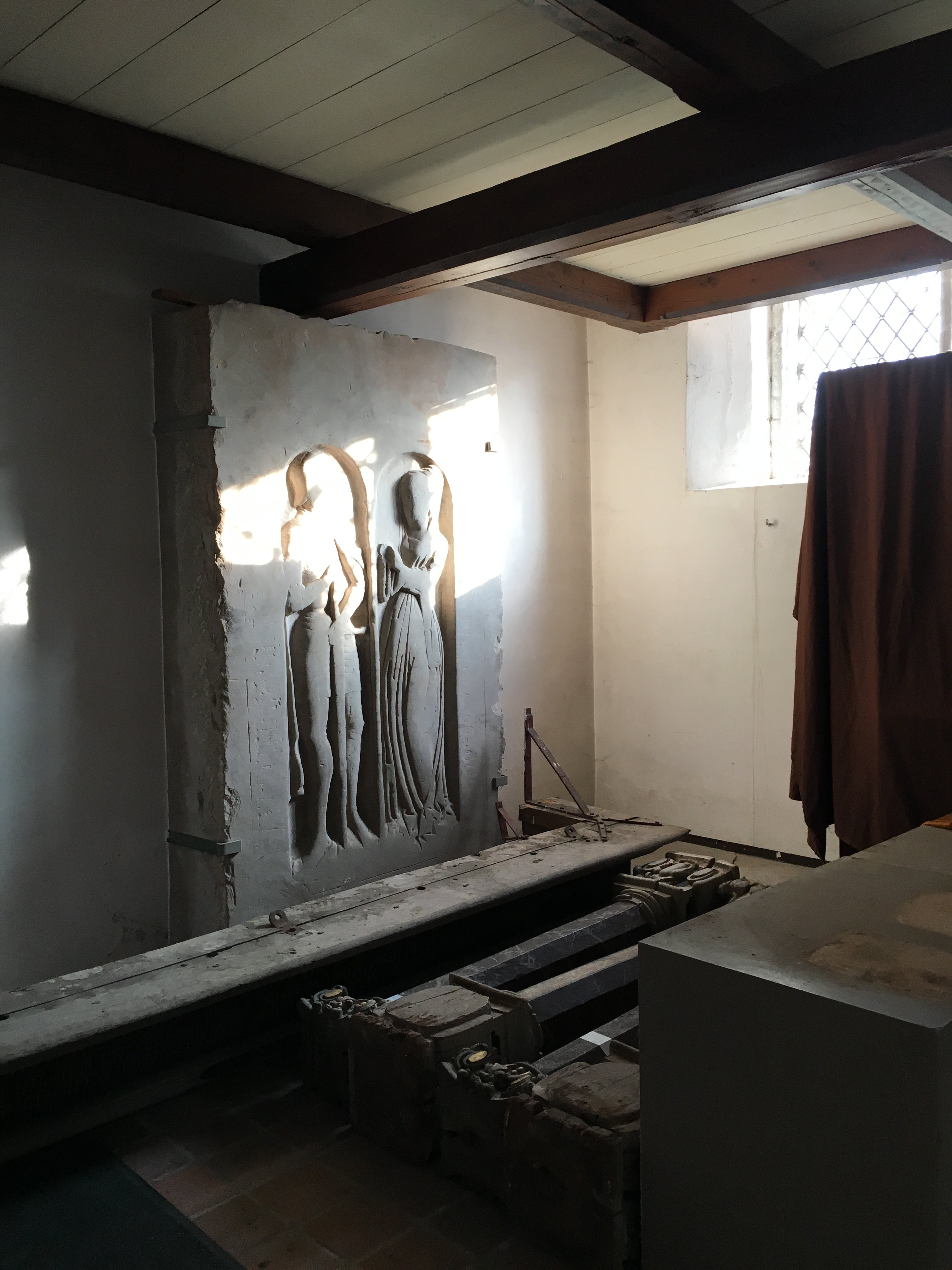
Sépulture de Dorothée de Brandebourg et de son mari Jean V de Saxe-Lauenbourg.

Dorothea von Brandenburg (née en 1446, morte en mars 1519) était une princesse de Brandebourg et duchesse de Saxe-Lauenbourg par son mariage.

## Biographie
Dorothée était l'aîné des enfants de l'électeur de Brandebourg Frédéric II (1413-1471) de son mariage avec Catherine de Saxe (1421-1476), fille du prince électeur Frédéric Ier de Saxe.
Elle épouse le duc Jean V de Saxe-Lauenbourg (1439-1507) à Lunebourg le 12 février 1464. En tant que fille aînée de l'électeur Frédéric qui n'avait pas de descendance mâle, le contrat de mariage fut important. En plus de 10 000 florins de dot, Frédéric promet à son gendre tout ce qu'il peut légalement laisser à sa fille. Plus tard, Frédéric abdiqua en faveur de son frère Albert III Achille de Brandebourg pour garder l'héritage dans la famille. Frédéric restait redevable à son gendre de l'argent de la dot ce qui amena l'oncle de Dorothée, Jean IV de Brandebourg-Külmbach à se comparer à l'Électeur Frédéric en 1482.

## Descendance
- Adelheid († jeune)
- Sophie

∞ 1491 avec le comte Anton von Holstein-je Schauenburg († 1526)
- Magnus Ier (1470- 1er août 1543), duc de Saxe-Lauenbourg
- Éric (1472-20 octobre 1522), évêque de Hildesheim et Munster
- Catherine, religieuse
- Bernard (mort le 3 janvier 1524)
- Jean (1483-20 novembre 1547), évêque de Hildesheim
- Rudolf († 1503)
- Elisabeth († c. 1542) ∞ Henri IV de Brunswick-Grubenhagen (1460-1526)
- Henri († jeune)
- Frédéric († avant 1501)
- Anna (morte le 9 août 1504)

∞ 1e 1490 avec le comte Jean von Lindau-Ruppin († 1500)
∞ 2e environ 1503 avec le comte Frédéric Spiegelberg († 1537)

## Source de la traduction
- (de) Cet article est partiellement ou en totalité issu de l’article de Wikipédia en allemand intitulé « Dorothea von Brandenburg (1446–1519) » (voir la liste des auteurs).